# Rudolf Dellinger
Rudolf Dellinger (Kraslice, 1857 – Dresda, 1910) è stato un compositore tedesco.
Esordì con l'opera Don Cesar (1885), che riscosse un grande successo; le successive opere, tra cui Capitan Fracassa (1889), non furono all'altezza dell'esordio.